# 龙佳
龙佳（1998年8月29日—），云南德宏人，中国女子摔跤运动员。她曾代表中国参加2020年夏季奥林匹克运动会摔跤比赛自由式62公斤级比赛，止步八强。